# Najlepszy Bramkarz Sezonu KHL
Najlepszy Bramkarz Sezonu KHL (ros. Лучший вратарь КХЛ) – nagroda przyznawana corocznie najlepszemu bramkarzowi w rosyjskich rozgrywkach hokeja na lodzie KHL.
Nagroda jest przyznawana od sezonu 1993/1994 najwyższych rozgrywek hokejowych na terenie obecnej Rosji. Od tego czasu obejmuje sezony Superligi (1993-2008) i Kontynentalnej Hokejowej Ligi (od 2008).

## Nagrodzeni
| Sezon     | Zawodnik                         | Klub                                     |
| --------- | -------------------------------- | ---------------------------------------- |
| 1993/1994 | Siergiej Abramow                 | Itił Kazań                               |
| 1994/1995 | Siergiej Abramow Aleksiej Marjin | Itił Kazań Łada Togliatti                |
| 1995/1996 | Władimir Tichomirow              | Saławat Jułajew Ufa                      |
| 1996/1997 | Jegor Podomacki                  | Torpedo Jarosław                         |
| 1997/1998 | Jegor Podomacki                  | Torpedo Jarosław                         |
| 1998/1999 | Wadim Tarasow                    | Mietałłurg Nowokuźnieck                  |
| 1999/2000 | Wadim Tarasow                    | Mietałłurg Nowokuźnieck                  |
| 2000/2001 | Wadim Tarasow                    | Mietałłurg Nowokuźnieck                  |
| 2001/2002 | Jegor Podomacki                  | Łokomotiw Jarosław                       |
| 2002/2003 | Jegor Podomacki                  | Łokomotiw Jarosław                       |
| 2003/2004 | Maksim Sokołow                   | Awangard Omsk                            |
| 2004/2005 | Witalij Jeriemiejew              | Dinamo Moskwa                            |
| 2005/2006 | Fred Brathwaite                  | Ak Bars Kazań                            |
| 2006/2007 | Nagrody nie przyznano            | Nagrody nie przyznano                    |
| 2007/2008 | Nagrody nie przyznano            | Nagrody nie przyznano                    |
| 2008/2009 | Gieorgij Giełaszwili             | Łokomotiw Jarosław                       |
| 2009/2010 | Petri Vehanen                    | Ak Bars Kazań                            |
| 2010/2011 | Konstantin Barulin               | Atłant Mytiszczi                         |
| 2011/2012 | Aleksandr Jeriomienko            | Dinamo Moskwa                            |
| 2013/2014 | Wasilij Koszeczkin               | Mietałłurg Magnitogorsk                  |
| 2014/2015 | Mikko Koskinen                   | Sibir Nowosybirsk / SKA Sankt Petersburg |
| 2015/2016 | Ilja Sorokin                     | CSKA Moskwa                              |
| 2016/2017 | Wasilij Koszeczkin               | Mietałłurg Magnitogorsk                  |
| 2017/2018 | Pavel Francouz                   | Traktor Czelabińsk                       |
| 2018/2019 | Juha Metsola                     | Saławat Jułajew Ufa                      |
| 2019/2020 | Timur Bilałow                    | Ak Bars Kazań                            |
| 2020/2021 | Edward Pasquale                  | Łokomotiw Jarosław                       |
| 2021/2022 | Iwan Fiedotow                    | CSKA Moskwa                              |
| 2022/2023 | Nikita Sieriebriakow             | Admirał Władywostok                      |
| 2023/2024 | Daniił Isajew                    | Łokomotiw Jarosław                       |
| 2024/2025 | Daniił Isajew                    | Łokomotiw Jarosław                       |